# Nomen Agentis
Ein Nomen Agentis, auch Nomen agentis oder nomen agentis (von lateinisch nomen „Name“, und agentis, Genitiv des Partizips von agere „tun, handeln“), oder eine Agensnominalisierung, auf Deutsch Täterbezeichnung, ist ein Substantiv (Hauptwort), das meist von einem Verb abgeleitet ist (Verbalsubstantiv) und ein Wesen bezeichnet, das die betreffende Handlung ausführt (Agens).
Beispielsweise lässt sich aus dem deutschen Verb lehren das deverbale Nomen Agentis Lehrer bilden. Auch Ableitungen aus Substantiven können dieser Kategorie zugeordnet werden, etwa aus Sport das denominale Nomen Agentis Sportler. Nomina Agentis sind in Sprachen mit Genus-Unterscheidung meist grammatikalisch männlich und haben häufig die Bedeutung eines generischen Maskulinums (geschlechterübergreifend); in einigen dieser Sprachen kann von männlichen (maskulinen) Nomina Agentis eine weibliche Form abgeleitet werden (Femininform).
Die Kategorie wird meist (zumindest „typischerweise“) auf Bezeichnungen für Personen eingeschränkt; eine benachbarte Bedeutungsklasse mit gleicher Form für Unbelebtes ist das Nomen instrumenti (Instrument-Nominalisierung; z. B. Drucker, Wagenheber).

## Deutsche Sprache

### Wortbildungsmorpheme
Nomina Agentis werden im Deutschen oft mit folgenden Suffixen gebildet, die auch Wortbildungsmorpheme oder Derivateme genannt werden:
- {-er} (häufig mit Umlaut): tragen → Träger; Tat → Täter
- {-ler} oder {-ner} (ebenfalls häufig mit Umlaut): Kunst → Künstler; Zoll → Zöllner
- {-el} (häufig mit umgelautetem Ablaut): weiben → Weibel; bieten → Büttel; saufen → Süffel

Aus dem Griechischen:
- {-ist}: Artist, Dentist, Drogist, Galerist, Internist, Jurist, Kolumnist, Polizist
- {-it}: Eremit, Sodomit

Aus dem Lateinischen:
- {-or} (auch griechisch): Direktor, Autor, Doktor, Kurator, Terminator
- {-an}: Dekan
- {-ant}: Adjutant, Chemikant, Demonstrant, Fabrikant, Praktikant
- {-ent}: Absolvent, Dirigent, Interessent, Konsument, Petent, Referent, Student
- {-it} (über das Englische): Konvertit
- {-arius} → {-ar}: bibliothecarius → Bibliothekar

Aus dem Französischen:
- {-eur}/{-ör}: Akteur, Charmeur, Hasardeur, Friseur/Frisör, Masseur/Massör
- {-ier}: Barbier, Polier, Sommelier, Kanone → Kanonier
- {-and}: Gourmand

Alle der mit diesen Suffixen gebildeten Personenbezeichnungen sind grammatisch männlich (maskulin) – von allen kann eine grammatisch feminine Form abgeleitet werden, meist mit der Endung -in, beispielsweise:
- der Jäger → die Jägerin; Polizist → Polizistin; Student → Studentin; Frisör → Frisörin

Bei allen abgeleiteten Femininformen besteht eine eindeutige Übereinstimmung zwischen ihrem grammatischen Geschlecht (Genus) und dem „natürlichen“ Geschlecht (Sexus) der gemeinten Person: Als Polizistin kann nur eine Frau bezeichnet werden.

### Merkmale
In einer umfassenden Vergleichsstudie zum Englischen untersuchte die Anglistin Heike Baeskow 2002 die verschiedenen Ableitungsformen. Zur Markiertheit merkte sie am Beispiel des {-er}-Morphems an: „So sind beispielsweise alle [der] aufgelisteten deutschen -er-Derivate Fahrer, Dichter, Lehrer etc. für das Maskulinum markiert. Diese Eigenschaft wird hier durch das Suffix vermittelt, das den Kopf der Derivate bildet und in seinem deutschen Lexikoneintrag über die inhärente Merkmalkombination [+ masc, - fem] verfügt. Bei maskulinen Personenbezeichnungen markiert diese sowohl das natürliche als auch das grammatische Genus, während Sachbezeichnungen auf -er (z. B. Wecker, Staubsauger), die ebenfalls durchweg Maskulina darstellen, nur über ein grammatisches Genus verfügen.“

### Häufigkeiten
Der Linguist Peter Eisenberg nennt unter Bezugnahme auf ein rückläufiges Wörterbuch von 1983 für den „Substantivierer“ -er ein Vorkommen von „15 000 Einheiten, deren Bestand sich ständig erweitert“. Die Produktivität dieses Wortbildungsmusters sei in den letzten vier Jahrhunderten stark angewachsen. Der Anteil des „Agensnominalisierers“ -er läge im Gegenwartsdeutschen bei 85 % aller -er-Bildungen – das entspräche 12.750 Personenbezeichnungen. 1997 ermittelte eine Studie insgesamt rund 15.000 Personenbezeichnungen in der deutschen Gegenwartssprache, entsprechend bilden Nomen Agentis auch 85 % der deutschen Substantive zur Bezeichnung von Menschen.

### Generischer Gebrauch
Eisenberg macht einen wesentlichen Unterschied zwischen dem maskulinen Nomen Agentis und seiner (nur) abgeleiteten Femininform: „Während die feminine Form Lehrerin ein Sexusmerkmal hat, weist die maskuline Form Lehrer ein solches Merkmal nicht unbedingt auf. Das Wort kann sich auf Männer beziehen, muss es aber nicht, während dem Wort Lehrerin der Bezug auf weibliche Wesen fest eingeschrieben ist.“ Deshalb hätten Nomina Agentis mit ihrem „unmarkierten Genus“ aus sich heraus eine „generische Bedeutung“ und würden als generisches Maskulinum geschlechterübergreifend einfach nur „Tätige bezeichnen“.

### Kritik des generischen Gebrauchs
In der Duden-Grammatik von 1998, herausgegeben von Peter Eisenberg und Annette Klosa-Kückelhaus, wird bereits auf eine Ablehnung des generischen Gebrauchs hingewiesen:

„Besonders bei Berufsbezeichnungen und Nomina, die den Träger eines Geschehens bezeichnen (Nomina agentis), wird die Verwendung des generischen Maskulinums immer mehr abgelehnt. Bei Bezug auf weibliche Personen werden häufig feminine Formen (z. B. auf ‚-in‘ […]) verwendet; mit Doppelnennungen der maskulinen und femininen Form bezieht man sich auf männliche und weibliche Personen.“

2016 erwähnt die 9. Ausgabe der Duden-Grammatik den Ausdruck „Nomen Agentis“ nicht, definiert aber den generischen Gebrauch von Maskulinformen als eigene „Klasse C“ der Personenbezeichnungen:

„Klasse C umfasst maskuline Personenbezeichnungen, die sowohl sexusspezifisch (Bezug nur auf Männer) als auch sexusindifferent gebraucht werden. Neben solchen Maskulina steht gewöhnlich eine feminine Ableitung, die sexusspezifisch auf weibliche Personen referiert (Klasse B), meist mit dem Suffix -in (Fachausdruck: Movierung) […]

Am sexusindifferenten (generischen) Gebrauch wird kritisiert, dass er sich formal nicht vom sexusspezifischen Gebrauch unterscheidet. So können inhaltliche und kommunikative Missverständnisse entstehen, z. B. der Eindruck, dass Frauen gar nicht mitgemeint sind. Experimente unterstützen diese Annahme. Aus diesem Grund wird der sexusindifferente Gebrauch der Maskulina oft vermieden. Stattdessen werden Paarformen gebraucht: Alle Schülerinnen und Schüler sind herzlich eingeladen. (Anrede:) Liebe Zuschauerinnen und Zuschauer!“